# Brasil Open 2019 - Qualificazioni singolare
Le qualificazioni del singolare del Brasil Open 2019 sono state un torneo di tennis preliminare per accedere alla fase finale della manifestazione. I vincitori dell'ultimo turno sono entrati di diritto nel tabellone principale. In caso di ritiro di uno o più giocatori aventi diritto a questi sono subentrati i lucky loser, ossia i giocatori che hanno perso nell'ultimo turno ma che avevano una classifica più alta rispetto agli altri partecipanti che avevano comunque perso nel turno finale.

## Teste di serie
1. Carlos Berlocq (ultimo turno)
2. Facundo Bagnis (qualificato)
3. Alessandro Giannessi (qualificato)
4. Pedro Martínez (qualificato)

1. Daniel Gimeno Traver (primo turno)
2. Facundo Argüello (primo turno)
3. Kimmer Coppejans (ultimo turno)
4. Matteo Donati (primo turno)

## Qualificati
1. Pedro Sakamoto
2. Facundo Bagnis

1. Alessandro Giannessi
2. Pedro Martínez

## Tabellone

### Legenda
| - Q = Qualificato - WC = Wild card - LL = Lucky loser | - ALT = Alternate - SE = Special Exempt - PR = Protected Ranking | - w/o = Walkover - r = Ritirato - d = Squalificato |

### Sezione 1
|  | Primo turno | Primo turno       | Primo turno    | Primo turno | Primo turno |  |  | Ultimo turno | Ultimo turno   | Ultimo turno   | Ultimo turno | Ultimo turno |  |
|  |             |                   |                |             |             |  |  |              |                |                |              |              |  |
|  | 1           | Carlos Berlocq    | 1              | 6           | 6           |  |  |              |                |                |              |              |  |
|  |             | Gian Marco Moroni | 6              | 3           | 4           |  |  | 1            | Carlos Berlocq | Carlos Berlocq | 64           | 4            |  |
|  |             | Pedro Sakamoto    | Pedro Sakamoto | 6           | 6           |  |  |              | Pedro Sakamoto | Pedro Sakamoto | 7            | 6            |  |
|  | 8           | Matteo Donati     | Matteo Donati  | 1           | 4           |  |  |              |                |                |              |              |  |

### Sezione 2
|  | Primo turno | Primo turno          | Primo turno          | Primo turno | Primo turno |  |  | Ultimo turno | Ultimo turno   | Ultimo turno   | Ultimo turno | Ultimo turno |  |
|  |             |                      |                      |             |             |  |  |              |                |                |              |              |  |
|  | 2           | Facundo Bagnis       | Facundo Bagnis       | 6           | 6           |  |  |              |                |                |              |              |  |
|  |             | Alen Avidzba         | Alen Avidzba         | 1           | 4           |  |  | 2            | Facundo Bagnis | Facundo Bagnis | 7            | 6            |  |
|  |             | Andrej Martin        | Andrej Martin        | 6           | 6           |  |  |              | Andrej Martin  | Andrej Martin  | 64           | 2            |  |
|  | 5           | Daniel Gimeno Traver | Daniel Gimeno Traver | 3           | 1           |  |  |              |                |                |              |              |  |

### Sezione 3
|  | Primo turno | Primo turno          | Primo turno          | Primo turno | Primo turno |  |  | Ultimo turno | Ultimo turno         | Ultimo turno         | Ultimo turno | Ultimo turno |  |
|  |             |                      |                      |             |             |  |  |              |                      |                      |              |              |  |
|  | 3           | Alessandro Giannessi | Alessandro Giannessi | 7           | 6           |  |  |              |                      |                      |              |              |  |
|  | WC          | João Souza           | João Souza           | 65          | 3           |  |  | 3            | Alessandro Giannessi | Alessandro Giannessi | 6            | 6            |  |
|  |             | João Domingues       | 6                    | 0           | 3           |  |  | 7            | Kimmer Coppejans     | Kimmer Coppejans     | 4            | 2            |  |
|  | 7           | Kimmer Coppejans     | 4                    | 6           | 6           |  |  |              |                      |                      |              |              |  |

### Sezione 4
|  | Primo turno | Primo turno      | Primo turno      | Primo turno | Primo turno |  |  | Ultimo turno | Ultimo turno   | Ultimo turno   | Ultimo turno | Ultimo turno |  |
|  |             |                  |                  |             |             |  |  |              |                |                |              |              |  |
|  | 4           | Pedro Martínez   | Pedro Martínez   | 7           | 6           |  |  |              |                |                |              |              |  |
|  | WC          | João Menezes     | João Menezes     | 64          | 1           |  |  | 4            | Pedro Martínez | Pedro Martínez | 6            | 6            |  |
|  |             | Federico Coria   | Federico Coria   | 6           | 6           |  |  |              | Federico Coria | Federico Coria | 1            | 1            |  |
|  | 6           | Facundo Argüello | Facundo Argüello | 1           | 4           |  |  |              |                |                |              |              |  |